# 兎-野性の闘牌-
『兎-野性の闘牌-』（うさぎ やせいのとうはい）は、伊藤誠による日本の麻雀漫画である。アーケード、家庭用ゲーム、パチスロ化もされており、本編同様高い人気を誇る。Vシネマと映画で2回実写化された。話数は『Cage.○』。

## 概要
1996年に『近代麻雀オリジナル』にて連載開始。2001年からは近代麻雀オリジナル増刊の季刊誌『WINNING』に連載を移動するが、2002年には『近代麻雀』に連載を移動。美麗な絵と、超能力じみた特殊能力を持った個性的なキャラクターが人気となる。しかし、作者の筆が遅いために掲載ペースは年に数回で、2005年11月15日号以来1年以上掲載されていなかった。『近代麻雀オリジナル』2007年1月号から『兎-裏社会血闘編-』と題して連載が再開された後はしばしば休載を挟むも、2017年6月15日号をもって21年の連載に幕を閉じた。2017年7月時点で累計発行部数は300万部を突破している。
2004年にはイラスト集『ビジュアルファンブック』も刊行されている。
スピンオフ作品として、『シャモア』（作画：渋沢サツキ）、『ユキヒョウ-白銀の闘牌-』（作画：あしか望）、『カナ-丹花の闘牌-』（作画：あしか望）が存在する。

## あらすじ
いじめられっこの高校生・武田俊が高校生代打ち集団ZOOに入り、麻雀を通して成長していく。
ZOOのメンバー（団員）はそれぞれの打ち手が、天性の能力や独特の打ち筋を持っており、それらを駆使して麻雀を戦い抜くのが特徴。

### 序章
危険察知の能力を持つ俊は、同じ高校に通うZOOの一員である山口愛にその能力を見出され、渋るZOOのリーダー風間巌をよそに、入園試験をクリアしメンバー入りする。ZOOは、同じテリトリーで代打ちをしている広域指定暴力団山城組の代打ち集団から仕事を奪いつつあった。それが不服だった代打ち集団のリーダー仙道真澄は愛に罠をかける。

### 山城代打ち編
「勝った方が山城組の代打ちの仕事を総取りする。負けた方は解散」という条件で、山城組の代打ち集団と全面対決を行う。代打ち側からは風間の師匠の新庄直樹、新たに代打ちに加わった柏木成俊らが参戦しZOOは苦戦を強いられる。準決勝では新庄を抑えるために自分の勝利を犠牲にした風間が敗退、決勝では武田・愛組が仙道・柏木組を下しZOOの存続が決まる。

### 山城麻雀編
ZOOに敗れた新庄は現役復帰を宣言し、山城組からの組抜けのための「山城麻雀」に挑むが、山城雷蔵らに敗北し処刑されてしまう。新庄の娘・香那はその仇を討つべくZOOのメンバーを選別し、巌以下8名に仙道、柏木を加えたメンバーで山城麻雀に挑戦する。ZOOのメンバーは4つめの関門までなんとかクリアし、最後の関門では武田・柏木組が山城側の打ち手として登場してきた風間巌・優の兄弟組と対決する。山が読める優の能力で半荘1回勝負に持ち込まれた末に、武田のサシコミで柏木が逆転勝利を収める。本来のルールであれば最下位の武田が処刑されるはずだったが、巌が混乱に乗じて山城会長を拉致したため有耶無耶になり、結果武田も生き残る。

### 七夕祭り編
巌が行方不明になった後、仙道の指揮のもとで存続していたZOOの代打ちの拠点が、謎の外国人代打ちの集団によって奪われるという事態が起こる。残り7都県にまで追い詰められたときに「D・Dとゆかいな仲間たち（D・D軍）」と称するグループより「七夕の日に7箇所同時開催の代打ち勝負を行い、負け越したらZOOは消滅」という条件で、強制的に勝負させられる。仙道、香那と優が加わった14人のメンバーで参戦するが、武田・こずえペアを除き全敗しZOOの解散が決定すると同時に、D・D軍が武田の身内だということが明かされる。

### 裏社会血闘編
ZOO解散の責任を感じていた武田は、D・D軍を敵に回して戦っている存在を知り、自らも対局に強引に割り込んで次々とD・D軍のメンバーを破っていく。D・D軍に勝ち進むうちに、D・D軍を打ち破っていた打ち手が巌であることを知り、共闘後ZOOへ呼び戻した。巌が復帰したZOOのメンバーのところへD・D軍より「招待状」が届くと同時に様々な形で襲撃を受ける。招待を受けることを決意したメンバーは、巌・仙道の特訓を受けて2人の実力を超える。「勝てばZOOを七夕祭り以前に戻す。負けたらメンバーの生殺与奪権の行使」という条件の決戦に挑むメンバーはD・D軍によりヘリコプターで離島に搬送され、決戦が開始される。
ZOO同士での潰し合いである予選を経て、本戦、決勝と対局が進む一方で、ケイト・キャンベルが島にいる全員を殺害するべく暴走状態になる。「何人にも対局を止めさせない」と意を決した加藤優子は、自らリミッターを解除しケイトと激しい格闘戦を繰り広げる。これをきっかけに、敗退したZOOメンバーとD・D軍との間で同時多発的に格闘戦が勃発し、対局室を除いた島中が大混乱となる。結局、格闘戦と、並行して行われていた対局の双方でZOO側が勝利し、メンバーは全員無事に帰還を果たす。

## 登場人物

### 高校生代打ち集団『ZOO』
風間巌と馬場券悟らで立ち上げた、山城組傘下の代打ちを担当する組織。若さが持つ「大いなる野性」を高く買っているため、メンバー（「団員」とも呼ばれる）は高校生限定としている。他の代打ちと異なり、負けた場合は無報酬で負け分も負担、勝った場合の報酬のみで代打ちを請けているため、短期間で伸し上がってきた。
新規入団にはメンバーの推薦が必要で、さらに入園試験を課される。作中に描写がある入園試験は武田俊、柏木成俊、田島涼の3人についてで、内容は「推薦した団員を除くメンバーで半荘1回勝負を行いトップを取る（武田・柏木のケース）」「指定したマンション麻雀で勝ち逃げする（田島のケース）」となっておりその都度異なるらしい。
団員同士は動物から取られた暗称（コードネーム）で呼び合う。団員のコードネームはその能力や見た目、雰囲気から取られている。かつて素性がばれた馬場の実家を燃やされた事件を教訓に、メンバーが高校生であることもあって、仕事の場では本名を名乗らないよう徹底されている。
表記は人物名と【コードネーム】。生年月日・血液型のデータはビジュアルファンブックより。
武田 俊（たけだ しゅん）【兎】
主人公。7月10日生まれ、B型、身長170cm、体重59kg。初登場時は高校1年生で山城麻雀後山口・山根と共に2年生に進学している。金色に近い茶髪で青い目。作家の母と二人暮らし。容姿を理由にイジメを受けていたが、巌、愛と麻雀の魅力に惹かれ、ZOOに入園する。当初は麻雀の初心者だったが、作中で数々の戦いや出会いを通して成長。山城麻雀後は実質ZOOのエースとなる。物語中盤からはD・Dの子であることが発覚。D・Dとの血脈の騒動にZOOが巻き込まれたことに負い目を感じながらも、D・Dの一族との決着のために戦いに挑む。
自分を代打ちの世界に引き込んだ愛には当初から好意を寄せており、血闘編途中で告白し相思相愛となる。血闘編終了後は会社員となりつつ、愛とともにZOOに残って代打ちを続け「裏の王」と呼ばれるほどの実力者となっている。
- 危険牌察知能力があり、アタリ牌を止め相手の手を潰す。ただし環境に左右されやすい。またよく相手の当たり牌を掴む。手牌全てが当たり牌になったこともある。
- 後述する「運気支配」を持つ男とされる
- 愛の打ち筋と相性が良く「ペアなわばり」（能力の相性が非常に良い組み合わせを、兎の習性に例えたもの）で相手を圧倒する。

ショートカット
運気支配を応用し、自分あるいはパートナーを最短のアガリへと誘導、宣言どおりの巡目でアガらせる。ヴィヴィアンの「カウントダウン」を知ることにより、自分の技として昇華させた。
探索アンテナ
自分が発する動物電気で対局者の様子や山牌、手牌を探索する。D・Dによれば母親（リョウ）の持つ能力が遺伝したものとのこと。
山口 愛（やまぐち あい）【ユキヒョウ】
5月24日生まれ、O型、身長162cm、体重49kg。高校生。ヒロイン。通称「ヒョウ」。母と弟妹と再び一緒に暮らすという目的のために金を必死で稼いでいる。登場初期は武田を不良に五千円で売ってしまうほどの守銭奴なシーンが目立ったが、後に女好きな面や、仲間思いな所も目立ってくる。天然な面があり、ヴィヴィアンと初対面の際にヴィヴィアンを小学5年生と知り驚愕した事もある。
D・D軍にさらわれた弟妹を助け出すために戦いに挑み、最終戦で武田とのペアで勝利を勝ち取った。血闘編終了後は高校を卒業し、武田とともにZOOに残っている。
スピンオフ『ユキヒョウ ―白銀の闘牌―』においては主人公を務める。
- 技巧派で捨て牌を鋭く読む。精神的にも並みの高校生を遥かに凌駕する一面を持つが、仙道との対決の際に豪運を見せ付けられ萎縮し、涙を流したことも。
- ゲームにおいては有効牌がツモリ易くなるが、相手に振りこんでしまうとその効果が無効になる（裏設定で相手のアタリ牌もツモり易くなる効果がある。能力を失った場合、自力でアガれば復活する）。

トゥルー・カウント
場に見えている牌の状況を逐一計算することで、自分の手が行くべきか引くべきか判断する。ブラックジャックの攻略法を応用したもので、元々「数えるのが好きだった」という山口の性格から編み出された。使いすぎると極度に疲労困憊する。
風間 巌（かざま いわお）【園長】
生年月日不詳、AB型、身長178cm、体重67kg。ZOOのリーダーで、コードネームは「園長」。豪運の持ち主。驚異的な配牌とツモ運に加え守りも堅く、そこらの雑魚を一蹴する実力を持つ。もとは孤児で、その後弟である風間優ともに山城雷蔵に買われ、しばらくしてから山城組の代打ちから独立してZOOを設立する。
山城麻雀では第一関門にZOO側として仙道と共に参加。仙道の豪運も相まってわずか2局で関門を突破する。最終関門ではZOOの敵として風間優と共に、武田、柏木と対局する。山城麻雀決着後に消息不明となる（後に語られたエピソードによると、当初は山城雷蔵と心中しようとしたが、山城雷蔵はケイトに殺され、自身は生き延びていた）。
消息不明の間山篭りしていたが、七夕戦後、ZOO解散の危機を救うべく東雲と名乗り単身D・D軍との闘いに参加。復活したZOOと合流する。D・D軍と再度対戦するZOOメンバーの実力を底上げするために仙道と共に修行を実施。しかし自分の力の限界を悟り、D・D軍との最終決戦には参加せず俊たちに後を託し、仙道・ゴン・イチローと引退試合を行う。その後は再び行方を眩ませて札幌にある雀荘の雇われ店長となるが、ZOOが田丸率いる「雀」と戦うために戦力に引き入れようと尋ねてきた所で本編は幕を閉じる。
料理が趣味である一面もあり、山城麻雀挑戦前に仙道に自身の手料理を振舞ったり、山城麻雀第二関門突破後はZOOメンバーに自分が調理したかなり豪勢な手料理を出していた。
- アーケードゲームではノーコンティニューでstage.1かstage.2で自キャラでトップを取って勝ち進むと、stage.3で自キャラとパートナー以外のZOOメンバーが入ったペアで、山城麻雀編では仙道と組んだペアとの対戦になるが、初戦時のみでコンティニューするか、stage.1とstage.2でコンティニューしている場合は通常のZOOメンバーとの対戦になる。役満を始め、大物手でアガる豪運が武器であるが、アーケード版の山城麻雀編で親番では能力は発動しない（仙道も同様）
- 無印のアーケード版では、ある条件を満たすと、園長をパートナーとして選ぶ事ができる(自キャラにはできない)

柏木 成駿（かしわぎせいしゅん）【ハイイロオオカミ】
7月28日生まれ、O型、身長171cm、体重57.2kg。通称は「ウルフ」だがあまり定着していない。プロボクサーである19歳。レコードは7戦7勝7KO(TKO1)東日本ジュニアライト級新人王。一度傷害事件を起こしボクサーのライセンスを剥奪されたが、後に新庄直樹の計らいで復帰する。山口に好意があるらしく、山城麻雀時は武田と山口を巡る恋敵であったが、最終関門では武田とペアを組み、武田からのサシコミでトップを取り最終関門をクリア。
山城麻雀後一度はボクシングに専念しようとするが、七夕祭りで香那とペアを組み、バーニーと対戦するも敗北。その後バーニーとボクシングで勝負を挑むも敗北。七夕祭りの際に感じた麻雀での闘いの熱が忘れられず、D・D軍との最後の戦いにも参加。本戦でD・Dに敗北し隔離部屋に入れられてしまうが、滝沢の活躍により、隔離部屋を脱出。その後広場にてバーニーにボクシングスタイルでの再戦を挑みKO勝ちする。
最終話では、ZOOの事務所の隣で探偵事務所を開いており、久坂と結婚していた。
- ゲームではその気迫により、テンパイすると他のプレイヤーの特殊能力を封じる能力を持つ。

加藤 優子（かとう ゆうこ）【フェネック】
 8月14日生まれ、B型、身長168cm、体重51kg。通称「キツネ」。加藤治の実妹。兄に「飛び級でもする気か」と言われるほど勉強ができる天才だが、その為に自分以外の人間を見下している事を指摘されている。また料理も得意である一方、絵画のセンスは壊滅的。
登場当初は中学生でありZOOの正式な打ち子ではなかったが、山城麻雀には特別扱いで参戦し第三関門をクリアする。
山城麻雀後は中学校を卒業し、武田らの通う高校へ入学する。ケイトやD・Dからは「こちら側の人間」と言わしめるほどの精神力の持ち主で、危険でミスを許されない闘牌ほど燃え上がる性質を持ち、血闘編本戦ではペアを組んだ田島や、ケイトとペアを組んだロドリゲスを退けてトップに上り詰めるほど。非情かつシビアな一面も持ち合わせている。
血闘編の決勝リーグではD・Dに対する想いを募らせた結果、見逃しを繰り返して敗退する。その後、暴走したケイトを止めるべく精神・肉体のリミッターを解除し、互角の戦いを繰り広げた末にケイトに致命傷を負わせる。勝敗をつけ満足して廃人化しそうになるも、香那のビンタで正気に戻った。血闘編終了後は普通に進級する一方で園長の所在を探すことに尽力、高度な情報捜索力にカメラのクラッキング技術なども身につけた模様。
- ゲームでは一度上がると次局も好配牌に恵まれる能力を持つ。

山根 こずえ（やまね こずえ）【サーバルキャット】
11月11日生まれ、B型、身長156cm、体重45kg。通称「ネコ」の通り登場初期には猫っぽい一面が描写されている（6月なのにコタツに入ってて「キモチイィ〜」とだらけていた）。武田・山口と同学年で同じ高校に通っていた。ZOO本来の仕事を守る為、こずえと佐々木、田島、治は山城麻雀に参加していない（実際は香那の試験で不合格とされたため）。佐々木の想い人でもある。
かつて乗客・乗員37名中36名死亡した交通事故で唯一生き残った奇跡の子でありその際両親を失っている。一度死を経験しているためか、見た目とは裏腹にD・D軍の本気の脅しにも屈しないほどに強い精神力を持つ。
故意ではなかったもののアマンダの顔に傷を負わせてしまい、切れたアマンダによって右肘・鎖骨骨折の重傷を負ってしまう。血闘編にも参加するが、予選で骨折の後遺症及び自身の暴走により疲弊し戦意喪失、佐々木にサシコむことでトビ、麻雀卓ごと落とされる。先に落ちていた馬場により救出されたようだったが置いてけぼりにされてしまい、その後、崖を這い上がってきたロドリゲスにおぶされ生還する（この時、ロドリゲスの名前を何度も間違えており、一度も正しい名前で呼んでいない）。
- 得意技は鳴きをメインにした速攻。
- ゲームでも、鳴くほど有効牌をツモりやすいという能力を持つ。

滝沢 隆史（たきざわ たかし）【シャモア】
9月18日生まれ、A型、身長183cm、体重74kg。滝沢証券という大企業の御曹司。加藤優子がZOOに入るまでは「天才」という称号は彼のものだった。お抱え美容師美奈さんに髪型を自由に弄られている。趣味は情報収集・特技盗聴器の発見等不穏なテクニック、好きなブランドはアトリエアブ・パーフェクトワールド・soなど。
山城麻雀第三関門にて優子とペアを組み、自らがトップを取り勝利。山城麻雀終了直後でこの時身につけていたネックレス型の手榴弾が元で山城邸に火事が発生する原因を作ってしまう。山城麻雀終了後大学に進学し、ZOOのプレイングマネージャーとして経理等に回ってサポートする。また独り暮らしを始め、風間優を居候させる。女性に反応した事が無く、優とのキスで自分の本質を知る（本人いわく「変態」）。
血闘編では決勝リーグまで生き残り、武田を覚醒させるサポートをして自ら敗北。その後ケイトの暴走を止めるために奔走するが、状況を読みすぎて腰が引けるため、周囲からは「ヘタレ」「ヘタレメガネ」と呼ばれて評価されていない。
スピンオフ『シャモア ―孤高の闘牌―』においては主人公を務める。
- 効率重視で破壊力こそないものの、アベレージは高い方で、大局を見抜く目も持っていると自負している一方で、風間優からは「空気読みすぎ」と評されている。
- ゲームではフェネックと同じアガリ直後の「好配牌」に恵まれる能力の他、手の中で不要な牌を表示させる能力を持つ。

佐々木 彰久（ささき あきひさ）【ニホンザル】
 9月22日生まれ、A型、身長164cm、体重56kg。通称「サル」。高校生。こずえの事が大好きで熱烈なアタックを仕掛けことごとく玉砕しているが諦めないタフな男。滝沢の従兄弟。山城麻雀には参加していない。周囲の実力に遅れをとっていたが、重傷を負ってなおイメージトレーニングをするこずえの姿を見て一皮剥ける。予選は突破するも2回戦で敗退し隔離部屋へ幽閉される。血闘編終了後はフリーターになっていた。
- 一色手に情熱をかける。能力を過信して無茶染めに走ることが多く、放銃してしまうことも多い。原作ではZOO最弱の男といわれている。
- ゲームでも、鳴くほどにツモが一色に偏る他、状況により配牌とツモが一色手に偏る能力を持つ。

久坂 明（くさか あきら）【ジャッカル】
 12月23日生まれ、O型、身長153cm、体重43.5kg。高校生（ただし本人いわく「全然学校に行っていない」）。太田道場という空手道場に所属している格闘家でもあり、道場では100人組手の荒行を達成している。男っぽい言葉遣いと性格であり、多忙になりへばっていた田島・治に喝を入れた事もある。山城麻雀編終盤や血闘編ではケイトと凄まじい格闘劇を繰り広げている。過去、雀荘でトラブルに遭った際に愛に助けられたことがあり、恩義を感じている。
物語当初より柏木に強い好意を寄せていた。実は小学生の頃、当時中学生だった柏木と偶然出会っており、彼に憧れて格闘技を始め、また麻雀を始めたという過去を持っていたことが後に描かれる。
血闘編では本戦で敗退しケイトから格闘戦の「指名」を受ける。終始不利であったが一瞬のスキを突いた寸勁で勝利する。その後ルーシーと連戦しこちらでも苦戦するが、高所恐怖症であるという相手の弱点を突いて勝ちを収めた。
最終話では、柏木と結婚し柏木の探偵事務所を手伝っている姿が見られる。
- 配牌にドラはごっそり、カンすればモロ乗り、リーチで裏もごっそりのドラ娘。

馬場 券悟（ばば けんご）【チャップマン】
 3月14日生まれ、B型、身長198cm、体重84kg。通称「馬券」。普段は寡黙だが熱い男。しゃべりすぎると燃え尽きて真っ白になる。ZOOには特別な思い入れを持っており、ZOOが解散に追い込まれた際、出先の雀荘に現れた武田に対し、武田が原因でZOOが潰される事に強い怒りを見せていた。新庄亡き後、香那の保護者的存在。甘い物が苦手。「自然に任せて抗わなければ四局に一度手は入る」が持論。
かつてZOOの前身を風間巌と共に作り上げていた。力で成り上がったことに反発を買い、山城組に実家を燃やされ、重傷の母親が未だに入院中、というエピソードがある。
血闘編の予選では、ラスを引いて転落する香那を助けるために自らも穴に飛び込み、香那を助けて生還。田島にとどめを刺そうとしていたロドリゲスを背後から襲撃し、田島と協力して崖下へ蹴り落とした。
- 配牌を見て最高形を決めて打つ傾向が強く、想定した手役に無関係な牌は先に切る。
- 不眠時間が60時間を越えて、妖精が見えるようになっても普通に打てる。
- ゲームでも、配牌から上がりの最終形を見る能力を持つ。
- 彼のみコードネームが動物の名前ではないが、かなりの面長なために作中でイチローに「ウマヅラ」と呼ばれたりしていることと、本名の馬場にかけて、ゲーム内のカットインでは馬の絵が表示される。。

加藤 治（かとう おさむ）【タンチョウ】
1月10日生まれ、A型、身長180cm、体重68kg。優子の兄。高校のバドミントン部所属で田島の同級生。美春という名前の年下の彼女がいる。妹と比べると良くも悪くも普通の人間で活躍の場は少なく、妹に「使えない奴」「クズ」扱いされることも。しかし前述の「年下の彼女」がD・D軍の襲撃に巻き込まれたことで怒りを爆発させ、成長して最終決戦に参加、ZOO内での予選で優子と香那の2人を抑え、1位を取った。本戦ではD・Dにあっけなく破れて隔離部屋行きとなる。血闘編終了後は大学に進学し、ZOOでの活動も続けている。
- 端牌で手牌構成するのが好き。
- 血闘編直前に優子、佐々木、田島と対局した際に七対子型の字一色（大七星）をアガった事がある。
- ロンゲで普段は髪を後ろで束ねている。髪を解くとブリンカー効果で麻雀に集中するが疲れてしまうため、普段は自分ではやりたがらない。ただし、七夕祭りでD・Dと対局した時では自ら髪を解き、また裏社会血闘編では髪を解いたままになっている。
- ゲームでは、単騎・辺張・嵌張といった1面待ちを牌がなくなっていない限り一発でツモる能力を持つ。

田島 涼（たじま りょう）【アライグマ】
4月15日生まれ、O型、身長168cm、体重71kg。高校生。「クマちゃん」と呼ばれることもある。バドミントン部所属で治と同級生。とことん真っ直ぐに突きつめる超健康優良児。クンフーを我流で磨き、与那嶺を殴り飛ばし、ロドリゲスからも「指名」される腕前を持つ。
血闘編本戦では優子とペアを組み、ケイト・ロドリゲスペアと対戦する。最初はロドリゲスとともに優勢に立っていたがケイトが逆転しはじめ、最終的にはロドリゲス共々に優子にトバされてしまう。対局後ロドリゲスと死闘を繰り広げ、最後はチャップマンとともにロドリゲスを海へ蹴り落とす。血闘編終了後は大学に進学し、ZOOでの活動も続けている。
- ゲームでは字牌を捨てるとその後は字牌を引かなくなる、というタンヤオ系を作りやすい能力を持っている。

仙道 真澄（せんどう ますみ）
12月5日生まれ、O型、身長189cm、体重110kg。元山城組の打ち手。ユキヒョウを罠にかけ、それを利用してZOOと山城組の代打ちとの抗争へと発展させるがZOOに破れる。打ち手グループが解散後、新庄直樹の死を知ってZOOとつるむようになり、山城麻雀第一関門では巌とペアを組み、あっさり突破。巌が失踪後、ZOOの指揮を執る。巌クラスの豪運を持つが、防御面で弱い。巌と共にD・D軍との最終決戦には参加せず俊たちに後を託す。新庄一美に好意も持っており、新庄がいない間に狙いに行ったが、失敗に終わる。血闘編終了以降は再び園長代理として活動している。
昔は今のような丸坊主ではなかったが、巌・優・新庄との戦いを機に五分刈りとなった。その容姿と筋肉質な体型からZOOのメンバー達（特にユキヒョウ）にゴリラ呼ばわりされた事がある。
- 得意技はフリテンの四暗刻単騎。
- アーケードゲーム第1作ではstage.5に柏木と組んだペアで登場。第2作・山城麻雀編のアーケード版では一定条件とノーコンティニューで勝ち進むと、stage.3で園長と組んだペアとの対戦になる。園長と同じく豪運による好配牌、好ツモが能力（ゲームでは爆運という能力名で呼称されている）。

新庄 香那（しんじょう かな）
 7月10日生まれ、B型、身長146cm、体重36kg。新庄直樹の娘で中学生。身長・年齢の割りに大人びた外見と物腰の少女。甘い物が苦手。父親の敵討ちをするためにZOOのメンバーを選別し、山城麻雀に挑む。山城麻雀編第四関門ではチャップマンと山城雷蔵・イチローペアに挑み、勝利する。冷静で常に落ち着いているように見えるが、夏祭りが行われていた場所で別人のようにテンションが上がってしまった事もある（俊は「なんかキャラ変わったな」と思っていたほど）。新庄の引退試合で得た形見の品をネックレスにしていつも身に付けている。厳密に言えばZOOに所属してはいないが、裏社会での最後の戦いとして強敵たちと戦うためにD・D軍との戦いにも参加する。
山城麻雀以降、何かと馬場とつるんでいる。血闘編の予選では、同卓した優子と馬場を気にするあまり立ち遅れ、治に逆転を喫して最下位に沈む。地下へ落とされるところを馬場に助けられほぼ無傷で生還する。
優子に向かって「表プロになる」と宣言、最終話では実際にプロになっている様子。
単行本表紙では動物ではないが花を比喩した生物として掲げられている。スピンオフ『カナ ―丹花の闘牌―』においては主人公を務める。
- 父・新庄直樹と同じ能力を持ち、親番に向けてピークを持っていき親番で爆発力を発揮して連荘に持っていく。D・D戦では父親以上の能力に開眼する。親番が来る前に俊の差込みを拒否し（この差込みで上がれば自身の親番になった）、自身の力でD・D軍を倒すほどの成長を遂げ「親」からの自立を果たす（「親番を拒否し、子のままでD・D軍に勝利し、親からの自立を目指した」）。

風間 優（かざま ゆう）
生年月日不詳、A型、身長174cm、体重54kg。巌の父親違いの弟で、武田の腹違いの兄。武田と顔が似ている。D・Dの子の一人だが劣性扱いされている。山城麻雀後解放され自由となったが、戸籍も家もないため、シャモアの提案で彼の家に転がり込む。ZOOに所属したつもりはないが、D・Dらとの戦いに否応なく巻き込まれていくことになる。過去、巌がZOOを結成する際に、巌、新庄、仙道と対局。結果は巌のトップに終わったが、巌、新庄を手玉に取り、場を掌握。山城雷蔵から若くしてその才能を見入られる。
全ての牌が透けて見える能力があるが、集中力が欠けてくると見えなくなる。七夕祭り後はD・Dの血統としての能力“先読み”が開眼される。
血闘編では2回戦で同卓した滝沢を押し上げるためにサシコミ、隔離部屋行きとなった。血闘編終了後、風来坊の如く現れてはZOOに混じり戦っている様子。
- ゲームでは、危険牌を察知する能力と次のツモが見える能力を持つ。が、トップになると油断から能力が消える。

### 山城組
山城 雷蔵（やましろ らいぞう）
広域指定暴力団山城連合会長。消防・警察委員会の委員長ポストを押さえた都政与党を宗教法人の力で裏から操る政治権力を備えた組織の長。禿頭で甘い物好きの老人。スナッフビデオの愛好家であり、男色家でもある。風間兄弟、ゴン、イチローは雷蔵の色小姓として育てられた。誕生日は8月29日。山城麻雀終了後は巌と共に処刑場へのエレベーターに乗り行方がわからなくなっていたが、実際は処刑場に到着後、壁を破ってやって来たケイトにより殺されていたことが描かれている。
- 花牌入りの麻雀を得意とし、普通の人間の花牌リンシャンでの引きを「10」とすると、自分は「100」と豪語する。
- 花牌がないアーケード版では、花牌のかわりにカンで有効牌を引き入れる能力。

新庄 直樹（しんじょう なおき）
 2月3日生まれ、A型、身長177cm、体重65kg。山城組の裏プロの代打ち。裏プロにて6年間無敗の記録を持つ。風間巌に麻雀を教えており、巌自身も「師匠」と認識している。元プロボクサーで、妻一美と娘香那がいる。競馬は好きなものの苦手だがなぜか単勝は得意。家族を巻き込んでしまい裏プロを引退したが、ZOO対山城の代打ち戦で再び牌を握った。組織抜けのため、山城麻雀に挑んだが、山城雷蔵・ゴン・イチローに敗北し処刑された。
香那に対しては親バカの傾向があり、一美からも指摘されている（彼と香那を主人公にしたスピンオフでもそういった描写が随所に見られる）。
- 「自信5割不安5割合わせて俺」が信条。
- 自分の親番（ゲームでは常にラス親である）での爆発力を誇り、連荘が得意。

上杉 達也（うえすぎ たつや）
仙道率いる山城組代打ちとZOOの勝負に参加した打ち手。予選で新庄直樹と組み兎、フェネック組と対戦するが予選落ちする。
- プレイヤーとそのパートナーが親の時は早アガリして場を流し、自分が親の時は連荘しないようにしており、新庄の能力を支えている。

鈴木 一郎（すずき いちろう）
通称「イチロー」。山城会長の懐刀の一人。顔に似合わずベタな名前の茶髪の男。自分に酔いすぎる悪い癖があるらしい。ゲイ。第四関門では口紅をした。山城に人身売買で買われた過去を持つが、山城麻雀後に山城から解放され自由の身となる。9巻番外編ではゴンと共に餓鬼岳で山籠もりをしていた巌・明と対局。血闘編直前では巌と仙道の引退試合の相手を買って出る。裏社会血闘編後は不本意ながら生活のためにゴンと共に後述の田丸 玉緒と行動を共にしている模様。
- 「麻雀はデジタルゲーム」が持論で、「流れ」を完全否定し、点棒・場の進行や残り牌数、得点力・アガり易さを考慮し確率の高い牌を打つ戦法を好む。そのため、馬場からでく人形呼ばわりされたが、徹頭徹尾自分の闘い方を貫き、馬場を認めさせた。
- あらゆる「流れ」論を否定するが、山城会長の「花牌の引き」と「ゴンの役満手ばかり入る運」だけは否定しきれないと認めている。

田中 権左ェ門（たなか ごんざえもん）
通称「ゴン」。イチロー同様山城会長の懐刀の一人。髭の濃い男。喫煙者でバイセクシャル。山城に人身売買で買われた過去を持つ。山城麻雀後、山城から解放され自由の身となる。9巻番外編ではイチローと共に餓鬼岳で山籠もりをしていた巌、明との対局後、明を送る役になる。血闘編直前では巌と仙道の引退試合の相手を買って出る。裏社会血闘編後は不本意ながら生活のためにイチローと共に後述の田丸 玉緒と行動を共にしている模様。
- スロースターターだが、一度火がつけば全ての局で役満手が入るようになる。火がつくまではイチローにサポートしてもらうことが多い。

与那峰 友次（よなみね ゆうじ）
D・D軍を参照。
ケイト・キャンベル
D・D軍の項を参照。

### D・D軍
デイヴィット・デイヴィス
通称D・D。D・Dの子供達からはデイヴ（またはディヴ）と呼ばれる事もある。徒手空拳で一個小隊を殲滅させるほどの力を持つ彼の人体破壊は芸術の域。全てにおいて優れているが、恐怖を感じないという唯一の欠点を持つ。自身の優れた遺伝子をより強く残すため、世界中を渡り歩き子を作った。武田、優、クリス・スミス、ケイト、ロドリゲス、アマンダ、バーニー、ルーシー、ヴィヴィアンの父。大統領や国家主席の子供もいるらしいが本人曰く「劣性」。
バーニーの腕をもってしても摘出不能な脳腫瘍があり、自らの余命があまり残されていないことを知っている。最終戦の前にも既に体調を悪くしており、最終戦の終盤で一度意識を失って昏倒する。武田が素人の見まねながら脈を計った所脈が止まっており、その場で死亡したかと思われたが、ヴィヴィアンと武田が口論している間に何事も無かったかのように蘇生、起き上がってくる。
最終戦終了後、隔離部屋で自らの肉体を改造アリに食わせることで人生の幕引きをする。
単行本表紙ではドラゴンを比喩した動物として掲げられている。
ゴールデンタイム
武田の「ショートカット」を見て、さらにそれを昇華させた技能。自らの強運と先読みの力を組み合わせ、他者を圧倒する早いアガリ巡目を宣言し、宣言どおりに和了する。
ヴィヴィアン・キャンベル・デイヴィス
小学5年生。D・D軍のボス。愛称はヴィーまたはヴィヴィ。女好きの山口がときめいてしまうほどの美少女。小学生だがD・Dの最高傑作にして兄弟で最年少の妹。愛の弟妹カイクイを誘拐した。D・Dが唯一愛した女性（リョウ）の息子である武田より自分の方が優れていることを証明するためにD・D軍を起こしZOOを標的にする。
牌を素手で握りつぶすなど父親譲りの怪力を持ち、絶対強運と運気支配の能力も持つ。母親がケイトであることが最終巻で明かされる（つまり近親相姦によって生まれた子ということになる）。最終戦終了時に敗北と両親の死により自我が崩壊して幼児退行と記憶喪失を起こす。武田の機転と生前のD・Dによる手配で武田の妹として武田家に引き取られ、最終話では中学生に進級。髪型もポニーテールからおさげになっている。上手く装ってるが記憶は戻っており、兄への復讐の機会を伺っているらしい。
単行本表紙ではカマキリを比喩した動物として掲げられている。作中でも虫のような冷徹な瞳と表現されている。
七並べ
7の牌を必要以上に集め残り枚数に関係なく7の待ちで上がる。運を調節し（D・Dによると「加圧トレーニングに似ている」とのこと）次の「カウントダウン」に繋げるための布石。同卓した武田・滝沢から「気持ち悪い」「生理的に受け付けない」と評される打ち筋や牌姿。
カウントダウン
アガリ巡目を宣言しその通りに上がる。7から始まって6、5…と1巡ずつアガリが早くなることからこのネーミングがある。一度発動すると鳴いてツモ順を変えても阻止できない。発動中に半荘が終了した場合、カウントは次の半荘に持ち越されて継続する。一度0まで完走すると、再び発動させるまで7局のインターバルが必要。
ケイト・キャンベル
D・Dの子で殺し屋。D・Dにより山城組に送り込まれ、山城組の殺し屋として働いていた。山城麻雀編では第三関門にて与那峰と組むが、優子と滝沢の執念深い闘牌に敗北。その後、D・Dの命令によってZOOメンバーを生かすために山城を殺害した。
山城麻雀後はD・D軍と合流。ボスの命令で滝沢を苦しめるため滝沢証券を買収する。血闘編本戦で敗退した後、久坂との格闘戦で後頭部に深い傷を負う。その傷が致命的であることを察し、D・D（と自分）の派手な生前葬と称して全員を殺そうと暴れまわる。最後は優子との格闘で心臓に達する深手を負って死を願い、D・Dの手によって崖から突き落とされた。
単行本表紙ではヘビを比喩した動物として掲げられている。
クリス・スミス
D・Dの子で人体解体が得意な快楽殺人者。D・Dに優性を認められてはいるが最低レベルで、兄弟の中で最弱と言われている。七夕祭りで唯一人敗北したためにD・Dから切られ、国際手配書が復活させられICPOから追われる身になった。変装して武田の後をつけ襲撃から守ったがその後の消息は不明。
カルロス・ロドリゲス
D・Dの子で通称「ロド」。ルチャリブレで“クラッシャー（壊し屋）”の通称を持つルーダ（悪玉）として活躍していたところをD・Dから引き抜かれる。巌と武田との対決に敗北したことから奮起し、本腰を入れて麻雀に打ち込む。ボスの命令で田島、優子、治とその彼女美春を襲撃する。
血闘編の2回戦で敗れるが田島を「指名」、一進一退の攻防の後、あと一歩のところまで追い詰めるが、馬場の蹴りを食らって倒れ、立ち上がったところを田島と馬場によって海に蹴り落とされた。その後暴走したケイトを止めようとして被弾するも、最後の最後でケイトと優子の闘いを止めないよう配慮を宣言する。
アマンダラ・カマンダラ
D・Dの子で優性の絶対強運の能力者。通称「アマンダ」。ファッションモデルの職業柄顔に関してはかなり気を使っている。周囲の者が4人にわたって謎の死を遂げたために“魔女”と呼ばれる。ボスの命令でこずえを襲撃。当初は暴力を振るう気は無かったが、うっかりこずえが彼女の顔に怪我を負わせたために逆上し、病院送りにする。
アライグマとタンチョウとの再戦で手作りを覚え、麻雀の楽しさを覚える。血闘編でもそれを引きずり、D・Dから見限られるが同時に覚醒、明のサポートに回ってD・Dからの自立を果たす。
バーニー・バーニー
D・Dの子で優性の絶対強運の能力者。黒人の医者。負けるということは麻薬のようだと感じ、麻雀の世界に踏み込んだことを楽しんでいる。ボスの命令で久坂と柏木を襲撃し、柏木の土俵であるボクシングで勝つ。
人種差別により進学を阻まれたことに対し法廷闘争を繰り広げた過去がある。外面的な冷静さと内面的な熱情を合わせ持つ、とヴィヴィアンに称されている。血闘編の決勝リーグで敗れた後、柏木とのボクシングスタイルでの格闘戦になり敗れる。
ルーシー・リー
22歳。D・Dの子で優性の絶対強運の能力者。普段はクールビューティな風貌でドライな性格ながら、高所恐怖症の為高いところが苦手（一応ヘリの操縦はできる）。南拳の達人。心酔するD・Dに気に入られている武田のことが気に食わず、勝負を度外視して武田の邪魔に徹するが、結局トップを阻止できずに終わる。
格闘戦ではバーニーの助太刀に入り久坂を圧倒するが、ケイトとの連戦だった久坂を流石にアンフェアに思ったのかバーニーに弱点をバラされてしまい、最後は高所恐怖症の弱点を突かれて敗北。
与那峰 友次（よなみね ゆうじ）
33歳バツイチ（山城麻雀編では結婚しており、小二になる子供が一人いた）。体力だけは異常にあるが、麻雀の打ち手としてはかなりのヘボ。山城組の打ち手として山城麻雀に登場し、第三関門で滝沢・優子ペアに敗北。滝沢の爆弾で気絶していたところをケイトに助けられてD・D軍に加入。そのためケイトに絶対的な忠誠を誓っており、コンビ打ちとして多少ながらも成長した姿も描かれている。
血闘編では司会進行役を務めるが、そのハイテンションぶりにZOO、D・D双方のメンバーに不評。狂言回し的存在であり、独善的で場の空気を全く読めない独白を繰り返していた。血闘編終了後も心酔していたヴィヴィアンに仕えるため現れるが、変質者として撃退された。

### その他
武田 リョウ（たけだ りょう）
俊の母親でシングルマザー。D・Dが唯一本気で愛した女でもある。高校生の一児の母親とは思えない若々しい容姿。売れっ子の作家で「王を作った男」という作品が第38回斉木賞にノミネートされるも辞退。経緯は不明だが血闘編の大会会場の離島におり、隔離部屋に監禁されていた。
他者の感情が勝手に流れ込んできてしまう、という能力を持っている。そのため他人と暮らすことができない、と判断したD・Dが自ら身を引いた形で別れる。
最終話ではヴィヴィアンを引き取って育てている様子が描かれている。ヴィヴィアンの記憶が戻っていることにも気づいている模様。
海市（かいし）・水鶏（くいな）
山口愛（ユキヒョウ）の弟と妹で双子。小学5年生でヴィヴィアンの同級生。海市は姉の愛に度々失言をしては制裁を食らっている。「カイ」「クイ」と呼ばれている。
ヴィヴィアンのことを「ビビアン」と呼ぶが、そのたびに訂正されている。血闘編終了後もヴィヴィアンとは友達関係にある。
福永 遼一（ふくなが りょういち）
クレバーさで売り出し中の裏プロ。漢字をよく間違えて使用して取り巻きに突っ込まれる。かつて新庄に三人がかりで勝負を挑んだが敗退。腕の方はそれなりにあるらしくZOO解散後も裏プロとして登場するも武田に殴られ倒立した。
新庄 一美（しんじょう かずみ）
新庄直樹の妻で香那の母。かなりの美人。のんびり屋だが鋭い（巌に「山城に逆らうな」と諭すほど）。仙道から想いを寄せられているが全く意に介していない。
緑（みどり）
香那の同級生で友達。強い空手家の兄がいる。ブラコン。苗字不明（スピンオフ作品では「片山」となっている）。
山田 太郎（やまだ たろう）
香那の小学校1年生の時からの同級生。香那に想いを寄せる純情少年だが、ストーカーじみた行為をしてしまう事も。
安里 秀仁（あさと しゅうじん）
「沖縄にその人あり」と言わしめる通称“鉄の王子”。身長156cm。安里五兄弟の中で最強を自称する。巌、武田、ロドリゲスの3人を相手に、南一局まででハコ5つ分負けてもまったく挫けず、巌に「ある意味侮れん」と評価された。
美春（みはる）
加藤治（タンチョウ）の年下の彼女。麻雀は全くわからない。カルロス・ロドリゲスの襲撃に巻き込まれ、命こそ問題は無いが後遺症を背負う可能性があるほどの怪我を負わされる事となる。
田丸 玉緒（たまる たまお）
最終話に登場する老婆。芸能事務所「TAMA2」社長にして、山城雷蔵の実の妹。歌って踊って打てる麻雀アイドルグループ「Fスパロウ」「Mスパロウ」のプロデュースを行っており、山城に似て妖怪じみた性格をしている。香那のヘッドハンティングのためにZOOへ全面戦争を申し込む。

## 「兎」における基本麻雀ルール
- 東南戦25000点持ち30000点返し
- 喰いタンあり・先付け（後付け）あり
- 同点の場合同順位（上家優先なし[6]）
- 表ドラの他に裏ドラ・カンドラ・カン裏あり（ドラは全て表示牌の次牌）
- 途中流局一切なし（九種九牌・四風連打・四人リーチ等）
- ダブロン・トリプルロンは全て頭ハネ
- 二翻縛りなし
- フリテンリーチあり・リーチ後見逃しあり（全てツモアガリのみ）
- 役満は純粋な複合のみダブル等を認める（国士13面、四暗刻単騎等は不採用）

ただし、アーケード版ゲームでは東風戦となっている。

### 山城麻雀
- 挑戦者が勝ち抜けると賭け金の100倍返し
- 山城組の打ち子が挑戦した場合、山城に買われて10年を越えた者に対する恩赦の復権で、最終関門で挑戦者を倒す事で自由を得、山城から解放される
- 挑戦者が山城麻雀に敗北した時点で山城の手により処刑される[7]。ちなみにZOOが挑戦するまで制覇した者はいなかった

ZOOメンバーが参加（複数名での挑戦）した際のルール・取り決めは以下の通り。
- 各関門につき2名のメンバーを出す
- 一度打ったメンバーの再戦はできない（山城側は再戦可）

第一関門
挑戦者：巌、仙道
通過条件：山城側の二人を同時にトビにする
ルール：東南戦25000点持ち30000点返し。東南戦が終了するか、または一人しかトビに出来ない場合は半荘続行となる。挑戦者側にトビが出るか続行不可能になったら敗北
第二関門
挑戦者：愛、明
対戦者：ゴン、イチロー
通過条件：10万点以上のトップ
ルール：東南戦アリアリ25000点持ち30000点返し。10万点に満たないか、または山城側にトビが出た場合は半荘続行となる。リーチ禁止。挑戦者側にトビが出たら敗北
第三関門
挑戦者：優子、滝沢
対戦者：ケイト、与那峰
通過条件：アリアリの東南戦50000点持ちでトビを出さずに2連続トップ
ルール：どちら側でもトビが出るか、またはトップが連続で取れない場合は半荘続行。挑戦者側が続行不可能となった場合は敗北。点数計算は青天井で行う
第四関門
挑戦者：香那、馬場
対戦者：山城雷蔵、イチロー
通過条件：半荘5回戦で3回トップ
ルール：東南戦25000点持ち30000点返し。アリアリでトビは終了。ドラとして花牌が入っていて、花牌リンシャンツモはツモ+2翻、花牌4枚を集めてアガった場合ドラ4を倍のドラ8として計算。
最終関門
挑戦者：武田、柏木
対戦者：優、巌
通過条件：半荘4回戦でポイントトータルトップチームが勝利
ルール：東南戦25000点持ち30000点返し。アリアリのノーマルルール。ウマはワン・スリー。トータルラスはチームの勝敗に関係なく無条件で処刑場行き

### 七夕祭り
- 半荘1回でコンビの合計を競う
- アリアリのノーマルルール。ウマはワンスリー

以下のZOO側の数値（雀力/喧嘩力/合計）は仙道による独断。名前の表記は仙道のメモによる。
D・D側のD・D軍以外の面子には元山城組の人間が使われている。
群馬
挑戦者：仙道(10/10/20)、ユキヒョウ(8/1/9)
対戦者：アマンダ、？
埼玉
挑戦者：シャモア(8/7/15)、サル(5/5/10)
対戦者：ルーシー、沖もしくは関根順造（デジキューブ版「兎」（以下「青兎」ステージ10に登場）
千葉
挑戦者：タンチョウ(7/6/13)、キツネ(8/4/12)
対戦者：D・D、上杉
茨城
挑戦者：アライグマ(6/7/13)、ジャッカル(6/9/15)
対戦者：ケイト、与那峰
山梨
挑戦者：カナ(9/0/9)、成しゅん（成駿）(7/9/16)
対戦者：バーニー、千葉
東京
挑戦者：ユウ(9/5/14)、チャップマン(7/7/14)
対戦者：ロドリゲス、南井克美？（青兎ステージ3登場）
神奈川
挑戦者：ウサギ(8/5/13)、ネコ(7/5/12)
対戦者：クリス、ドンタコス・東山

### 最終決戦
D・D軍が用意した離島内にある対局室で行われた。

#### 予選
- くじびきによって4グループに分けられたZOOのメンバー同士によって戦う。麻雀卓と一体になった椅子にベルトで固定された状態でプレイする
- 東風戦1回戦。25000点持ち30000点返し。トビあり
- 第1〜3組では1位・2位は勝ち抜け。3位は第4組（実質の敗者復活戦）に回る。最下位は卓ごと50m下の海面へ落とされて敗退[8]
- 第4組のみトップのみ勝ち抜けでトップ以外の3人が落下

第1組
治、優子、馬場、香那
第2組
佐々木、明、柏木、こずえ
第3組
田島、愛、武田、滝沢
第4組（敗者復活戦）
優、滝沢、柏木、武田
- 優のみくじ引きの関係で敗者復活戦からの出場となった
- 第1組で2名が落ちたため、第3組から2名が敗者復活に回った

#### 本戦リーグ
- D・D軍2名、ZOO側2名による半荘1回勝負でトビあり。終了時に77777点以上であればクリア[9]
- 持ち点は対戦前に2〜7の目の特殊サイコロを振って決められる。例えば5の目が出たら持ち点50000点からスタートとなる
- どちらの陣営とも、どの対戦にも自由意志で参戦できる
- D・D軍側の敗退者はその後の対局に出場できない。クリアした場合の再戦は任意
- D・D軍のメンバーが途中で足りなくなった場合はZOOの勝利
- ZOO側の敗退者は隔離部屋と呼ばれる部屋で監禁される。ただしD・D軍から指名があった場合は隔離部屋を回避、屋外で格闘戦を行う

隔離部屋は壁が二重構造となっており、間には遺伝子操作で強化された大量の軍隊アリが封じられている。スイッチひとつで蟻が部屋に入り込み、ものの30分で人体を食い尽くすとされる。
第1戦
持ち点: 40000点
対局者: ケイト、ロドリゲス、優子、田島
第2戦
持ち点: 70000点
対局者: D・D、バーニー、滝沢、優
第3戦
持ち点: 20000点
対局者: D・D、ケイト、佐々木、治
第4戦
持ち点: 40000点
対局者: D・D、アマンダ、柏木、明
第5戦
持ち点: 60000点
対局者: D・D、ルーシー、武田、愛

#### 決勝リーグ
- ZOO側の通過者4名とD・D軍の通過者2名にヴィヴィアンと与那嶺を加えた4名を各陣営2名ずつ2卓に分けての対戦
- 30000点持ち30000点返しの半荘1回戦。ウマなし。トビなし
- 8名全体での点数上位4名が決勝進出
- ZOO側で出た敗退者のペナルティはなし

第1卓対局者
D・D、与那嶺、優子、愛
第2卓対局者
ヴィヴィアン、バーニー、滝沢、武田

#### 決勝戦
- 半荘7回戦のトータル点が上回っている陣営が勝利
- 25000点持ち30000点返し。ウマはワンスリー。トビあり
- ZOOが勝利した場合、全員を無事に送り届ける。
- D・D軍が勝利した場合、ZOOのメンバー全員を（ZOO以外で隔離部屋に入れられているリョウ、海市、水鶏も含め）島で死ぬまで幽閉。ただし決勝で対局した武田・山口はヴィヴィアン自らが絞殺する

## 運
豪運とは、作者伊藤誠の造語。風間巌や仙道真澄などが持つ。D・Dによると大きく分けて5種類ある。
絶対強運
他者に関係なく単純に運が強い。
絶対弱運
他者に関係なく単純に運が弱い。
相対強運
相手の運量に比例して運を吸い取り力を増す。また、持続型相対強運というSクラスにあたるタイプがある。このタイプに運を吸われた相手は吸われた運を取り戻すのに時間がかかる。
相対弱運
運を滅殺される。
変動性相対運（所謂凡夫）
大多数の人間。
上記5タイプとは別種の能力として運気支配がある。運の吸収・放出を操る才能を持つ者のこと。

## 書誌情報

### 漫画（本編）
- 伊藤誠 『兎-野性の闘牌-』 竹書房〈近代麻雀コミックス〉、全17巻
  1. 1997年2月17日発売、ISBN 4-8124-5122-1
  2. 1997年11月17日発売、ISBN 4-8124-5157-4
  3. 1998年9月28日発売、ISBN 4-8124-5222-8
  4. 1999年12月16日発売、ISBN 4-8124-5342-9
  5. 2000年12月7日発売、ISBN 4-8124-5458-1
  6. 2002年4月17日発売、ISBN 4-8124-5636-3
  7. 2003年2月17日発売、ISBN 4-8124-5765-3
  8. 2003年11月17日発売、ISBN 4-8124-5888-9
  9. 2005年12月7日発売、ISBN 4-8124-6402-1
  10. 2008年1月17日発売、ISBN 978-4-8124-6784-8
  11. 2009年1月17日発売、ISBN 978-4-8124-7029-9
  12. 2010年5月17日発売、ISBN 978-4-8124-7272-9
  13. 2011年6月17日発売、ISBN 978-4-8124-7592-8
  14. 2012年8月17日発売、ISBN 978-4-8124-7962-9
  15. 2013年9月17日発売、ISBN 978-4-8124-8410-4
  16. 2015年6月15日発売、ISBN 978-4-8019-5271-3
  17. 2017年7月15日発売、ISBN 978-4-8019-5991-0

### 漫画（スピンオフ）
- 伊藤誠 『シャモア』 竹書房〈近代麻雀コミックス〉、2011年6月17日発売、ISBN 978-4-8124-7593-5
- 伊藤誠 『ユキヒョウ-白銀の闘牌-』 竹書房〈近代麻雀コミックス〉、2012年8月17日発売、ISBN 978-4-8124-7963-6
- 伊藤誠 『カナ-丹花の闘牌-』 竹書房〈近代麻雀コミックス〉、2016年7月15日発売、ISBN 978-4-8019-5585-1

### 関連書籍
- 『兎-野性の闘牌- ビジュアルファンブック』2004年7月27日、ISBN 4-8124-5918-4

## ゲーム

### アーケード
- 兎-野性の闘牌-（タイトー販売・童開発）

自分の分身となるキャラクター・相方となるキャラクターを選択し、敵キャラクターのコンビと対戦する。各キャラクターは対局中に一定の条件下で能力が発動する。勝敗はトップ賞やウマを含めたコンビの合計点で決まる。
- 兎-野性の闘牌- 山城麻雀編
- 兎-野性の闘牌- オンライン
- 兎-野性の闘牌- オンライン DDの血統（ロケテストのみ）

### 家庭用
PlayStation 2用ソフト
- 兎-野性の闘牌-（2002年6月27日、デジキューブ）
- 兎-野性の闘牌- THE ARCADE（2003年3月20日、デジキューブ）
- SIMPLE2000シリーズ アルティメット Vol.22 スタイリッシュ麻雀 〜兎-野生の闘牌- & 兎-野生の闘牌 THE ARCADE- ダブルパック〜（2004年12月9日、ディースリー・パブリッシャー）
- 兎-野性の闘牌- 山城麻雀編（2003年11月27日、サミー）

マージャンゲームとしては珍しく花牌や青天井モード（役満は一律100万点）が搭載されている。
- 兎-野性の闘牌- THE ARCADE 山城麻雀編（2004年9月16日、タイトー）

### キャラクターボイス
- 武田俊（兎）：鈴村健一（無印）
- 山口愛（ユキヒョウ）、久坂明（ジャッカル）：宇和川恵美
- 風間巌（園長）：田中一成
- 滝沢隆史（シャモア）：西脇保
- 柏木成俊（ウルフ）：西脇保（無印）→太田健介（山城麻雀編以降）
- 山根こずえ（ネコ）、加藤優子（フェネック）：杉本ゆう
- 馬場券悟（チャップマン）：麻生智久
- 佐々木彰久（ニホンザル）：天田真人
- 加藤治（タンチョウ）：坂本正吾
- 田島涼（アライグマ）：三阪賢
- 仙道真澄：太田健介
- 新庄直樹：ひのもとはじめ
- 新庄香那：高橋裕子
- 田中権左ェ門：稲田徹
- 稲垣貴繁（無印）
- 山根剛（山城麻雀編）
- 犬太犬太（山城麻雀編）

## 実写版

### Vシネマ
『兎 USAGI 〜野性の闘牌〜』（1998年製作、ミュージアム発売）
キャスト
- ユキヒョウ：松田純
- 武田：永山たかし
- 仙道：中野英雄
- 山城連合会長：安岡力也
- 風間（園長）：松田ケイジ
- 佐渡稔
- 蛭子能収
- 中野浩一
- KORN
- 小島武夫
- 安藤満
- 伊藤優孝
- 土田浩翔
- 森山茂和

スタッフ
- 監督・脚本：薬師寺光幸
- 原作：伊藤誠
- 製作：ミナミ十吾、中島仁
- プロデューサー：小野誠一、油谷岩夫、小林浩一
- スーパーバイザー：佐々木慶太
- 撮影：中羽健一郎
- 照明：安部力
- 録音：前川公二
- 美術：福田宣子
- メイク：桜井貴子
- スタイリスト：橋本加世子
- 助監督：城本俊治
- 制作担当：山本利雄
- スチール：石橋キミヒロ
- 音楽：今川信太郎
- 効果：丹雄二
- 闘牌指導：土井泰昭、馬場裕一
- 麻雀指導：五十嵐毅、清水香織
- 衣裳協力：Miss OSAKI、KIMONO紫藤尚世
- 麻雀用具協力：（株）マツオカメカトロニクス
- 小道具協力：FERNANDES
- 制作協力：（株）コダイ
- 制作：ミュージアムピクチャーズ
- 製作：ミュージアム

### 映画
『真・兎 野性の闘牌』（2013年7月6日公開、ソリッドフィーチャー配給）
スタッフ
- 監督・脚本：小沼雄一
- 原作：伊藤誠
- 撮影監督：今井裕二
- 音楽：宇波拓
- 闘牌指導：ケネス徳田

キャスト
- 武田俊（兎）：佐野和真
- 山口愛・ユキヒョウ（ヒョウ）：水崎綾女
- 風間巌（園長）：榊英雄
- 加藤優子・フェネック（キツネ）：東亜優
- 山根こずえ・サーバルキャット（ネコ）：黒澤はるか
- 滝沢隆史・シャモア：今井雄太郎
- 久坂明・ジャッカル：福永マリカ
- 新庄直樹：松田賢二
- 白石朋也
- 森本のぶ
- 香川信雄
- 木下藤吉
- 永田卓也
- 渡辺泰史
- 岡田英二
- 高田健一